# August Heidenreich
August Heidenreich (* 8. Juli 1846 in Affolterbach; † 4. Oktober 1913 in Darmstadt) war ein deutscher Gutsverwalter und Politiker der Nationalliberalen Partei.

## Leben
Heidenreich, der der katholischen Konfession angehörte, war der Sohn des Landwirts und Landtagsabgeordneten Leander Heidenreich und dessen Frau Friederike Henrike. Am 23. August 1881 heiratete er in Hiltersklingen Magdalena Elisabetha Wilhelmine, die Tochter des Landtagsabgeordneten Wilhelm von Wedekind.
Heidenreich studierte Chemie und Ökonomie in Gießen, Halle und Heidelberg. Während seines Studiums wurde er im Wintersemester 1866/67 Mitglied der Burschenschaft Germania Gießen. 1877 wurde er zum Dr. phil. promoviert. Heidenreich machte 1865 bis 1866 ein landwirtschaftliches Volontariat und war bis 1887 Gutsverwalter in Hiltersklingen. Danach war er Mitarbeiter der hessischen landwirtschaftlichen Genossenschaften.

## Politik
Er war 1893 bis 1913 für den Wahlbezirk Starkenburg 4/Waldmichelbach Mitglied der 2. Kammer der Landstände des Großherzogtums Hessen. Nach seinem Tod wurde Rudolf Wünzer sein Nachfolger im Landtag. Heidenreich gehörte auch dem Kreistag des Kreises Bensheim und dem Provinziallandtag der Provinz Starkenburg an.